# Cortes de Castille-La Manche
XIe législature
Couvent de Saint-Gilles (es)
Les Cortes de Castille-La Manche (en espagnol :  Cortes de Castilla-La Mancha) sont l'assemblée législative de la communauté autonome de Castille-La Manche, en Espagne.
Depuis le 19 juin 2019, le président des Cortes est le socialiste Pablo Bellido.

## Base légale
Selon l'article 152 de la Constitution espagnole de 1978, « Dans les statuts d'autonomie [...], l'organisation des institutions autonomes est fondée sur une assemblée législative élue au suffrage universel [...] ».
L'existence d'un parlement et l'exercice par celui-ci du pouvoir législatif sont donc expressément prévus par la Constitution elle-même.
La loi organique 9/1982 portant statut d'autonomie de Castille-La Manche consacre cette disposition constitutionnelle en son article 9, qui dispose que « Les Cortes de Castille-La Manche représentent le peuple de la Région ».
Outre la Constitution et le statut d'autonomie, les Cortes sont régies par leur propre règlement intérieur.

## Fonctions
Conformément aux principes du régime parlementaire, les Cortes remplissent deux fonctions principales : la fonction législative et la fonction de contrôle.
Les conditions de leur exercice sont précisés aux chapitres I et III du titre Ier du statut d'autonomie.

### Fonction législative
En vertu de l'article 9, alinéa 2, petit a), « Les Cortes exercent le pouvoir législatif ».
De ce fait, le Parlement régional dispose du pouvoir de proposer et d'adopter les lois régionales. L'initiative législative revient aux députés, par l'intermédiaire de leurs groupes parlementaires, et au Conseil de gouvernement, selon l'article 12 du statut.
Pour entrer en vigueur, les lois doivent être promulguées par le Président de la Junta, au nom du roi d'Espagne, et être publié au Journal officiel régional (DOR) et au Bulletin officiel de l'État (BOE).
Les limites au pouvoir législatif exercé par les Cortes sont fixées par les compétences, exclusives ou partagées avec l'État, dont dispose la communauté autonome et qui se trouvent expressément définies aux articles 32 et 33 du statut d'autonomie.
Dans un autre registre du pouvoir législatif, le Parlement autonome dispose de la fonction budgétaire en approuvant, chaque année, le budget (Presupuesto) de Castille-La Manche. Le c) de l'alinéa 2 de l'article 9 précise même que les Cortes « établissent et exigent le paiement des impôts ». Plus précisément, et selon les dispositions de l'article 51, le Parlement régional « examine, approuve et contrôle » l'exécution de la loi budgétaire. C'est également par la loi (et donc avec l'accord des députés régionaux) que la dette publique peut être augmentée.
Par ailleurs, les parlementaires régionaux sont saisis de toute ratification d'un accord passé entre la Castille-La Manche et une autre communauté autonome.
Enfin, le Parlement régional peut exiger du gouvernement espagnol qu'il dépose un projet de loi, transmettre lui-même au Congrès des députés une proposition de loi, et déposer un recours devant le Tribunal constitutionnel.

### Fonction de contrôle
La fonction de contrôle des activités du pouvoir exécutif et de l'administration publique qu'il dirige sont un point commun à l'ensemble des régimes parlementaires.
Tout d'abord, c'est aux Cortes qu'il revient d'élire, sur proposition de leur président, le président de la Junte des communautés de Castille-La Manche, à la majorité absolue de leurs membres.
L'article 19, alinéa 1, du statut d'autonomie dispose par ailleurs que « Le Conseil de gouvernement répond solidairement de sa gestion devant les Cortes ». Il n'y a donc pas de responsabilité individuelle des conseillers (consejeros). Toutefois, la présence de l'un d'eux seulement peut être requise par les députés.
Comme dans tout système parlementaire, les Cortes peuvent se retrouver confrontés à une question de confiance, ou au vote d'une motion de censure.
Par ailleurs, selon les dispositions du titre VIII du règlement intérieur, les députés régionaux peuvent adresser des interpellations (interpelaciones) aux conseillers. Il s'agit d'une demande écrite concernant la politique générale du Conseil de gouvernement, ou particulière d'un département exécutif (consejería), qui donne lieu à un débat, voire au vote d'une motion par laquelle les Cortes vont exprimer leur position. Les élus ont également la possibilité de poser des questions écrites ou orales aux membres du Conseil de gouvernement.
Dans l'exercice de leur mission de contrôle, les Cortes sont autorisés, par l'alinéa 6 de l'article 11 du statut d'autonomie, à créer des commissions d'enquête « sur toute question d'intérêt régional », ou des commissions d'études, conformément au règlement intérieur.

## Organisation interne
L'organisation interne des Cortes de Castilla-La Mancha est principalement régie par leur règlement intérieur. La version actuelle a été adoptée en séance plénière le 16 octobre 1997.

### Fonctionnement
Le Parlement régional travaille en séance plénière (Pleno), ou en commissions (Comisiones), réunies lors des périodes de sessions ordinaires ou extraordinaires. Il se compose de groupes parlementaires (Grupos Parlamentarios).
Conformément à l'article 24 du règlement intérieur des Cortes, les groupes parlementaires doivent comprendre au moins trois députés. Un nombre de députés inférieur peut former un groupe s'il est issu d'un parti ayant concouru dans les cinq provinces de Castille-La Manche et remporté au moins 5 % des suffrages sur l'ensemble du territoire régional. Par ailleurs, les élus d'un même parti n'ont pas le droit de siéger dans des groupes différents.
En dehors de la période des sessions ordinaires, c'est la Députation permanente (Diputación Permanente), composée à la proportionnelle des groupes, qui exerce les pouvoirs de contrôle du Parlement régional.
Pour être valide, toute séance des Cortes ou d'un de ses organes doit atteindre un quorum de présents, fixé à la majorité absolue des membres.

### Organes directeurs
Le fonctionnement des Cortes de Castilla-La Mancha repose sur deux organes directeurs, tous présidés par le président des Cortes de Castille-La Manche : le bureau (la Mesa) et la Conférence des porte-paroles (la Junta de Portavoces).
Le président des Cortes de Castille-La Manche est élu lors de la session constitutive (sesión constitutiva) à la majorité absolue des députés. Il représente l'assemblée, convoque et préside les séances plénières et, le cas échéant, de commissions. Coordinateur de l'action du bureau, il veille à la bonne marche des travaux parlementaires et a la possibilité de proposer des mesures disciplinaires.
Le bureau, constitué du président, des deux vice-présidents et des deux secrétaires, tous élus en séance plénière lors de la session constitutive (sesión constitutiva), assure la direction administrative de l'institution parlementaire. À ce titre, il prépare, propose et fait exécuter le budget du Parlement, et gère le personnel. De plus, il assiste le président dans l'établissement de l'ordre du jour, qualifie les documents écrits qui lui sont transmis et décide de la procédure à suivre, conformément au règlement intérieur.
Quant à la Conférence des porte-paroles, composée du président et des porte-parole des groupes parlementaires, elle établit le calendrier des activités des séances plénières et des commissions, fixe la composition de chaque commission, et arrête l'ordre du jour de chaque séance plénière.

## Élection
Les Cortes de Castille-La Manche sont, conformément à l'article 10 du statut, « élus au suffrage universel, direct, libre, égal et secret ». La circonscription électorale retenue est la province, chacune d'entre elles devant avoir au moins trois députés. Le troisième paragraphe du deuxième alinéa de l'article 10 précise que le nombre d'élus régionaux ne peut être inférieur à 25, ni supérieur à 35.
Il y a actuellement 33 députés régionaux (diputados autónomicos) aux Cortes.
L'article 17 de la loi 5/1986 (révisée) portant système électoral en Castille-La Manche retient le scrutin proportionnel suivant la méthode d'Hondt (comme dans le reste de l'Espagne) avec un seuil de représentativité minimum fixé à 3 % des suffrages exprimés.
Le mandat du Parlement régional est de quatre ans, et les élections doivent se tenir le quatrième dimanche de mai de la dernière année de la législature. Si le président de la Junte, conformément à l'article 22 du statut d'autonomie, venait à dissoudre les Cortes, l'assemblée nouvellement élue ne ferait que terminer la législature en cours.